# After His Own Heart
After His Own Heart er en amerikansk stumfilm fra 1919 af Harry L. Franklin.

## Medvirkende
- Hale Hamilton - Thomas Wentworth Duncan
- Naomi Childers - Sally Reeves
- Frank Hayes - Vincent
- Harry Carter - Spleen
- William V. Mong - Judah P. Corpus
- Herbert Pryor - Adrian Keep
- Stanley Sanford - Goliath